# Dolichopus andersoni
Dolichopus andersoni är en tvåvingeart som beskrevs av Charles Howard Curran 1924. Dolichopus andersoni ingår i släktet Dolichopus och familjen styltflugor.
Artens utbredningsområde är British Columbia. Inga underarter finns listade i Catalogue of Life.